# Osteriff
Die Osteriff ist ein Hopperbagger, der seit 2017 für die Wasserstraßen- und Schifffahrtsverwaltung des Bundes gebaut wird.

## Geschichte
Das Schiff ist eine Weiterentwicklung des Sietas Typs 180 und wurde im Dezember 2016 von der Fachstelle Maschinenwesen Nord bei Pella Sietas für rund 95 Mio. Euro in Auftrag gegeben. Der Neubau sollte ursprünglich im Dezember 2018 in Dienst gestellt werden und zusätzlich zur Nordsee zum Einsatz kommen.
Durch Verzögerungen bei der technischen Ausrüstung kam der Schiffbau zeitweise zum Erliegen und im Sommer 2021 musste die Werft Insolvenz beantragen. Danach konnte erst im Dezember 2022 mit Blohm + Voss ein Vertrag zur Fertigstellung des Schiffes abgeschlossen werden. Die Osteriff wird anschließend beim Wasserstraßen- und Schifffahrtsamt Weser-Jade-Nordsee beheimatet sein.
Die kalkulierten Gesamtausgaben für die Fertigstellung der Osteriff betragen nunmehr 142 Mio. Euro und die Bauzeit hat sich von ursprünglich zwei Jahren jetzt nahezu vervierfacht.